# Jabłonowscy herbu Prus III

Herb książąt Jabłonowskich – Prus III

Jabłonowscy – rodzina szlachecka, wywodząca się z Jabłonowa  w powiecie mławskim na Zawkrzu na Mazowszu. W XV wieku rozdzielili się na kilka linii, które nabyły dobra w różnych stronach państwa polskiego w tym na Rusi i na Podlasiu. Wzrost znaczenia rodziny nastąpił w połowie XVII wieku dzięki Janowi Stanisławowi Jabłonowskiemu, który poślubił Annę córkę wojewody Jana Ostroroga, co podniosło prestiż rodziny.
Ród Jabłonowskich awansował do roli magnaterii dość późno i stało się to w ostatniej ćwierci XVII wieku. Apogeum znaczenia rodziny przypada na życie najwybitniejszego jej przedstawiciela Stanisława Jana Jabłonowskiego i wczesnego okresu działalności jego syna Jana Stanisława. W roku 1743 Józef Aleksander Jabłonowski otrzymał tytuł książęcy od cesarza Karola VII; Jedna z linii wymarła w 2004 roku. Pozostała linia podlaska rodu.

## Przedstawiciele
- Anna z Jabłonowskich Leszczyńska h. Prus III (1660–1727)[1]
- Anna Paulina Jabłonowska (1728–1800) wojewodzina bracławska
- Joanna Jabłonowska (zm. 1744) wojewodzina ruska
- Aleksander Jan Jabłonowski (ok. 1670–1723) chorąży wielki koronny
- Antoni Jabłonowski (1793–1855) – wicereferendarz Królestwa Polskiego
- Antoni Barnaba Jabłonowski (1732–1799) wojewoda poznański
- Antoni Michał Jabłonowski - członek Rady Stanu Królestwa Polskiego
- August Dobrogost Jabłonowski (1769–1791) znany jako książę kozak
- Cecylia Jabłonowska[2]
- Felicjan Jabłonowski (zm. 1778) starosta koropecki
- Jan Kajetan Jabłonowski (1699/1700–1764) wojewoda bracławski
- Jan Jabłonowski (ok. 1600–1647) miecznik koronny
- Jan Stanisław Jabłonowski (1669–1731) wojewoda ruski
- Józef Aleksander Jabłonowski (1711–1777) wojewoda nowogrodzki
- Jędrzej Jabłonowski (zm. 1772/73) kasztelan połaniecki
- Karol Jabłonowski (1807–1885) polityk konserwatywny
- Ludwik Jabłonowski (1784–1864) poseł austriacki w Neapolu
- Maciej Jabłonowski (1569–1619) – rotmistrz królewski.
- Maciej Jabłonowski (1757–1844) prefekt departamentu lubelskiego
- Magdalena Jabłonowska z d. Scipio del Campo, z Odrzykonia, żona Rocha
- Maksymilian Jabłonowski (1785–1846) senator-wojewoda
- Stanisław Jabłonowski (1799–1878) działacz polityczny
- Stanisław Filip Jabłonowski (ok. 1772–1833) oficer Legionów Polskich
- Stanisław Jan Jabłonowski (1634-1702) hetman wielki koronny
- Stanisław Paweł Jabłonowski (1762–1822) senator, kasztelan, wojewoda
- Stanisław Wincenty Jabłonowski (1694–1754) wojewoda rawski, pisarz
- Władysław Franciszek Jabłonowski[3] (1769–1802) dowódca Legii Naddunajskiej

## Fundacje
- Kaplica św. Feliksa w kościele oo. kapucynów we Lwowie
- Klasztor oo. bernardynów we Fradze
- Kolegium oo. jezuitów we Lwowie - skrzydło
- Kościół oo. dominikanów obserwantów pw. św. Urszuli we Lwowie
- Kościół oo. dominikanów w Kołomyi
- Kościół oo. jezuitów pw. św. Jana Chrzciciela w Białej Cerkwi z 1812 r.
- Kościół oo. jezuitów w Międzyrzeczu[4]
- Kościół oo. karmelitów w Bołszowcach
- Kościół oo. Paulinów w Niżniowie[5]
- Kościół parafialny pw. Narodzenia NMP w Podkamieniu[6]
- Kościół parafialny pw. św. Trójcy w Mariampolu[7]

## Pałace
- Palatia w Książęcinie[8][9]
- Pałac w Jabłonowie Litewskim[10]
- Pałac w Kitzscher koło Lipska
- Pałac Kurprinz w Lipsku
- Pałac w Krzewinie
- Pałac w Mariampolu[11][12]
- Pałac w Niżniowie[5]
- Pałac w Podhorcach koło Stryja
- Pałac w Ulowcach[13]
- Pałac w Żemielińcach[14]
- Pałac we Lwowie na Górze św. Jacka[15]

## Zamki
- Zamek w Lachowcach
- Zamek w Lisiance
- Zamek w Mariampolu[16][12]
- Zamek w Podkamieniu[17]
- Zamek w Zawałowie[18]